# イソキノリン-1-オキシドレダクターゼ
イソキノリン-1-オキシドレダクターゼ（isoquinoline 1-oxidoreductase）は、次の化学反応を触媒する酸化還元酵素である。
イソキノリン + 受容体 + H2O {\displaystyle \rightleftharpoons } イソキノリン-1(2H)-オン + 還元型受容体
反応式の通り、この酵素の基質はイソキノリンと受容体と水、生成物はイソキノリン-1(2H)-オンと還元型受容体である。
組織名はisoquinoline:acceptor 1-oxidoreductase (hydroxylating)である。